# IIHF U18 Challenge Cup of Asia 2012
IIHF U18 Challenge Cup of Asia 2012 byl obnovený asijský U18 turnaj v ledním hokeji. Konal se poprvé od roku 2002, kdy byly zrušeny asijské skupiny v rámci Mistrovství světa do 18 let a jejich účastníci byli začleněni do skupin Mistrovství světa. Nestartovala v něm elitní družstva, ale pouze týmy, které se nezúčastnily Mistrovství světa v ledním hokeji do 18 let. Konal se od 1. do 6. dubna 2012 v Abú Zabíu ve Spojených arabských emirátech. Turnaje se zúčastnilo pět družstev, která hrála jednokolově každé s každým v hale Abu Dhabi Ice Rink pro 1200 diváků. Vítězství si připsali junioři Thajska před juniory domácích Spojených arabských emirátů a juniory Malajsie. Junioři Hongkongu sice vyhráli všechny zápasy, ale byli diskvalifikování pro neoprávněné starty některých hráčů.

## Výsledky
|    |                         | Thajsko | Spojené arabské emiráty | Malajsie | Indie | Hongkong | V | VP | PP | P | VG | OG | B  |
| 1. | Thajsko                 | ***     | 5:2                     | 19:1     | 23:1  | 5:0      | 4 | 0  | 0  | 0 | 52 | 4  | 12 |
| 2. | Spojené arabské emiráty | 2:5     | ***                     | 8:3      | 31:1  | 5:0      | 3 | 0  | 0  | 1 | 46 | 9  | 9  |
| 3. | Malajsie                | 1:19    | 3:8                     | ***      | 8:4   | 5:0      | 2 | 0  | 0  | 2 | 17 | 31 | 6  |
| 4. | Indie                   | 1:23    | 1:31                    | 4:8      | ***   | 5:0      | 1 | 0  | 0  | 3 | 11 | 62 | 3  |
| 5. | Hongkong                | 0:5     | 0:5                     | 0:5      | 0:5   | ***      | 0 | 0  | 0  | 4 | 0  | 20 | 0  |